# تپه ده‌سفید
تپه ده سفید در شهرستان شازند، روستای ضیاء آباد واقع شده و این اثر در تاریخ ۹ اردیبهشت ۱۳۸۲ با شمارهٔ ثبت ۸۵۷۹ به‌عنوان یکی از آثار ملی ایران به ثبت رسیده است.